# Bátonyterenye tömegközlekedése
Bátonyterenye 6 autóbusz-vonalból álló helyi tömegközlekedését a Volánbusz látja el.

## Története
Bátonyterenyén 1978-ban nyitott telepet a Nógrád Volán.

### Fejlesztések
Rétság, Pásztó és Salgótarján mellett Bátonyterenyén is kihelyeztek dinamikus megállóhelyi táblákat.

## Járműpark
Bátonyterenye helyi járat vonalait a közszolgálati szerződés alapján 2 darab autóbusz szolgálja ki, melyeknek átlagéletkora 9 és fél év (2015).
- 1 darab MAN SL 222 elővárosi-városi szóló autóbusz (2001)
- 1 darab Alfa Localo alacsony belépésű városi autóbusz (2007)

A buszokat a helyi Volán-telepen tárolják (Béke út 106.)

## Bátonyterenye autóbuszvonalai

### Jelenlegi járatok
A 2013. február 1-jétől érvényes menetrend szerint:
| Jel | Viszonylat                                                            | Státusz | Megjegyzés                     |
| --- | --------------------------------------------------------------------- | ------- | ------------------------------ |
| 1   | Nagybátony, Vasútállomás – Szorospatak                                | aktív   |                                |
| 2   | Nagybátony, Vasútállomás – Maconka, Újtelep                           | aktív   | munkanapokon                   |
| 3   | Szorospatak – Kisterenye, Vasútállomás                                | aktív   | szabad és munkaszüneti napokon |
| 3A  | Maconka, Újtelep – Szorospatak                                        | aktív   | munkanapokon                   |
| 3C  | Nagybátony, Ózdi út 10. – Kisterenye, Jászai úti iskola               | aktív   | iskolai előadások napján       |
| 11  | Kisterenye, Vasútállomás – Szúpatak                                   | aktív   |                                |
| 11A | (Kisterenye, Jászai úti iskola –) Kisterenye, Vasútállomás – Szúpatak | aktív   | iskolai előadások napján       |

### Megszűnt járatok
| Jel | Viszonylat                                          | Státusz  | Megjegyzés |
| --- | --------------------------------------------------- | -------- | ---------- |
| 1A  | Nagybátony, Ózdi út 10. – Dózsatelep, terményraktár | megszűnt |            |
| 2A  |                                                     | megszűnt |            |

## Menetjegyek
A helyi járat díjtételeit Bátonyterenye Város Önkormányzata és a Volánbusz között megkötött közszolgáltatási szerződés határozza meg.